# Луиш Боа Морте
Луиш Боа Морте Перейра (на португалски: Luís Boa Morte Pereira) е португалски футболист-национал, нападател. От 2007 г. е играч на английския Уест Хям Юнайтед. За периода 2001 – 2006 г. в националния отбор на своята страна е изиграл 25 мача като е отбелязал 2 гола.